# بید خلیج
بید خلیج (نام علمی: Salix pentandra) نام یک گونه از سرده بید است.